# Velika nagrada Francije 2021
Velika nagrada Francije 2021 je sedma dirka Svetovnega prvenstva Formule v sezoni 2021. Odvijala se je 20. junija 2021 na dirkališču Paul Ricard. Zmagal je Max Verstappen, Red Bull Racing-Honda, drugo mesto je osvojil Lewis Hamilton, Mercedes, tretji pa je bil Sergio Pérez, Red Bull Racing-Honda.

## Rezultati

### Kvalifikacije
| Poz  | Št | Dirkač             | Konstruktor               | 1. del    | 2. del    | 3. del   | Št. m. |
| ---- | -- | ------------------ | ------------------------- | --------- | --------- | -------- | ------ |
| 1    | 33 | Max Verstappen     | Red Bull Racing-Honda     | 1:31,001  | 1:31,080  | 1:29,990 | 1      |
| 2    | 44 | Lewis Hamilton     | Mercedes                  | 1:31,237  | 1:30,778  | 1:30,248 | 2      |
| 3    | 77 | Valtteri Bottas    | Mercedes                  | 1:31,669  | 1:30,735  | 1:30,376 | 3      |
| 4    | 11 | Sergio Pérez       | Red Bull Racing-Honda     | 1:31,560  | 1:30,971  | 1:30,445 | 4      |
| 5    | 55 | Carlos Sainz Jr.   | Ferrari                   | 1:32,079  | 1:31,146  | 1:30,840 | 5      |
| 6    | 10 | Pierre Gasly       | AlphaTauri-Honda          | 1:31,898  | 1:31,353  | 1:30,868 | 6      |
| 7    | 16 | Charles Leclerc    | Ferrari                   | 1:32,209  | 1:31,567  | 1:30,987 | 7      |
| 8    | 4  | Lando Norris       | McLaren-Mercedes          | 1:31,733  | 1:31,542  | 1:31,252 | 8      |
| 9    | 14 | Fernando Alonso    | Alpine-Renault            | 1:32,158  | 1:31,549  | 1:31,340 | 9      |
| 10   | 3  | Daniel Ricciardo   | McLaren-Mercedes          | 1:32,181  | 1:31,615  | 1:31,382 | 10     |
| 11   | 31 | Esteban Ocon       | Alpine-Renault            | 1:32,139  | 1:31,736  |          | 11     |
| 12   | 5  | Sebastian Vettel   | Aston Martin-Mercedes     | 1:32,132  | 1:31,767  |          | 12     |
| 13   | 99 | Antonio Giovinazzi | Alfa Romeo Racing-Ferrari | 1:32,722  | 1:31,813  |          | 13     |
| 14   | 63 | George Russell     | Williams-Mercedes         | 1:33,060  | 1:32,065  |          | 14     |
| 15   | 47 | Mick Schumacher    | Haas-Ferrari              | 1:32,942  | brez časa |          | 15     |
| 16   | 6  | Nicholas Latifi    | Williams-Mercedes         | 1:33,062  |           |          | 16     |
| 17   | 7  | Kimi Räikkönen     | Alfa Romeo Racing-Ferrari | 1:33,354  |           |          | 17     |
| 18   | 9  | Nikita Mazepin     | Haas-Ferrari              | 1:33,554  |           |          | 18     |
| —    | 18 | Lance Stroll       | Aston Martin-Mercedes     | 2:12,584  |           |          | 19     |
| —    | 22 | Juki Cunoda        | AlphaTauri-Honda          | brez časa |           |          | PL     |
| Vir: |    |                    |                           |           |           |          |        |

### Dirka
| Poz  | Št | Dirkač             | Konstruktor               | Krogi | Čas/Odstop  | Št. m. | Toč |
| ---- | -- | ------------------ | ------------------------- | ----- | ----------- | ------ | --- |
| 1    | 33 | Max Verstappen     | Red Bull Racing-Honda     | 53    | 1:27:25,770 | 1      | 26  |
| 2    | 44 | Lewis Hamilton     | Mercedes                  | 53    | +2,904      | 2      | 18  |
| 3    | 11 | Sergio Pérez       | Red Bull Racing-Honda     | 53    | +8,811      | 4      | 15  |
| 4    | 77 | Valtteri Bottas    | Mercedes                  | 53    | +14,618     | 3      | 12  |
| 5    | 4  | Lando Norris       | McLaren-Mercedes          | 53    | +1:04,032   | 8      | 10  |
| 6    | 3  | Daniel Ricciardo   | McLaren-Mercedes          | 53    | +1:15,857   | 10     | 8   |
| 7    | 10 | Pierre Gasly       | AlphaTauri-Honda          | 53    | +1:16,596   | 6      | 6   |
| 8    | 14 | Fernando Alonso    | Alpine-Renault            | 53    | +1:17,695   | 9      | 4   |
| 9    | 5  | Sebastian Vettel   | Aston Martin-Mercedes     | 53    | +1:19,666   | 12     | 2   |
| 10   | 18 | Lance Stroll       | Aston Martin-Mercedes     | 53    | +1:31,946   | 19     | 1   |
| 11   | 55 | Carlos Sainz Jr.   | Ferrari                   | 53    | +1:39,337   | 5      |     |
| 12   | 63 | George Russell     | Williams-Mercedes         | 52    | +1 krog     | 14     |     |
| 13   | 22 | Juki Cunoda        | AlphaTauri-Honda          | 52    | +1 krog     | PL     |     |
| 14   | 31 | Esteban Ocon       | Alpine-Renault            | 52    | +1 krog     | 11     |     |
| 15   | 99 | Antonio Giovinazzi | Alfa Romeo Racing-Ferrari | 52    | +1 krog     | 13     |     |
| 16   | 16 | Charles Leclerc    | Ferrari                   | 52    | +1 krog     | 7      |     |
| 17   | 7  | Kimi Räikkönen     | Alfa Romeo Racing-Ferrari | 52    | +1 krog     | 17     |     |
| 18   | 6  | Nicholas Latifi    | Williams-Mercedes         | 52    | +1 krog     | 16     |     |
| 19   | 47 | Mick Schumacher    | Haas-Ferrari              | 52    | +1 krog     | 15     |     |
| 20   | 9  | Nikita Mazepin     | Haas-Ferrari              | 52    | +1 krog     | 18     |     |
| Vir: |    |                    |                           |       |             |        |     |